# Carmelo Borg Pisani
Carmelo Borg Pisani (Senglea, 10 agosto 1914 – Paola, 28 novembre 1942) è stato un militare maltese che aderì all'irredentismo italiano e al fascismo. Processato per spionaggio, fu condannato a morte e giustiziato nel 1942..

## Biografia

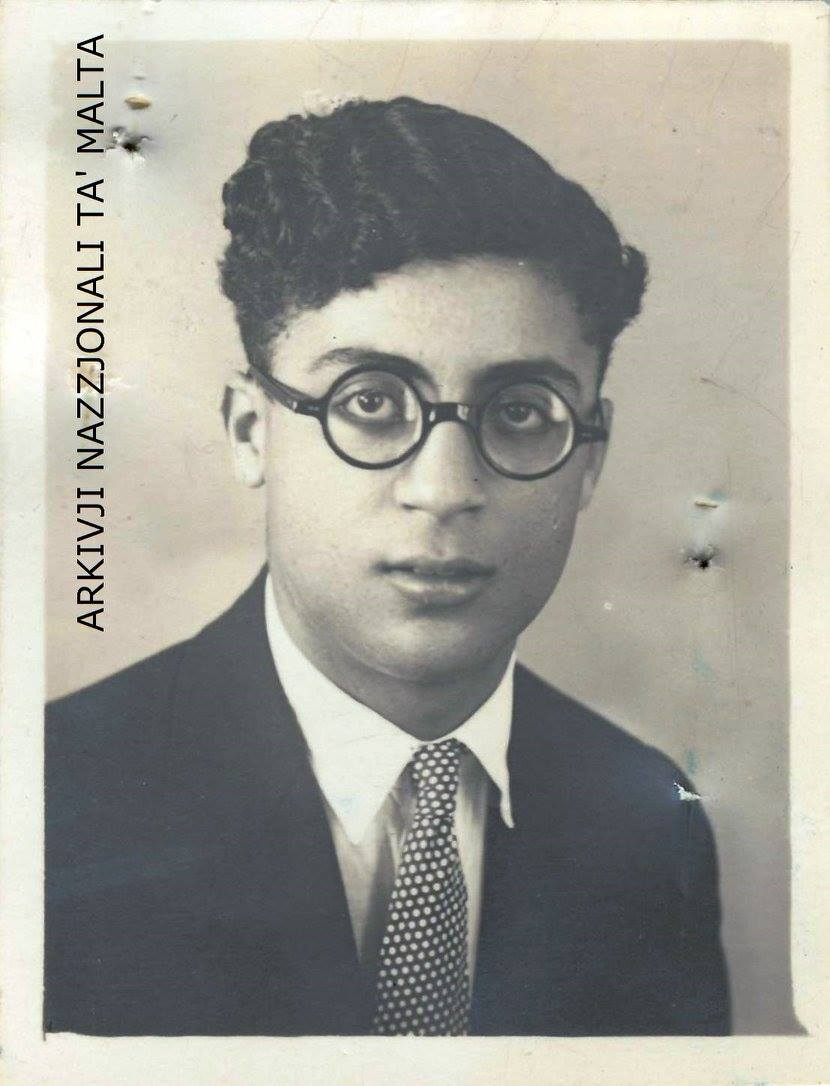
Borg Pisani a 17 anni, prima di trasferirsi a Roma

### Formazione e adesione al fascismo
Nato in una nota famiglia maltese legata al filo-italiano Partito nazionalista, si iscrisse al liceo artistico italiano Umberto I della Valletta. Borg Pisani passò la sua adolescenza in varie organizzazioni filo-italiane e filo-fasciste a Malta: nel 1928 a 14 anni Borg Pisani si iscrisse alla OGIE (Organizzazioni Giovanili Italiane all'Estero) della Valletta, tramite cui frequentò nel 1930 il Campo Dux, a Viareggio. Nel 1932 fu inviato a Roma per frequentare un corso di "capo centuria".. In quegli anni Borg Pisani frequentava la Casa del Fascio della Valletta, in via Santa Lucia, dove collaborò col professor Umberto Biscottini e altri intellettuali dell'archivio storico di Malta.
Terminato gli studi liceali, si trasferì in Italia dove frequentò l'Accademia di belle arti di Roma, entrando nello studio di Carlo Siviero. Borg Pisani risiedeva presso la “Casa della Redenzione Maltese”, finanziata dal governo italiano, dove entrò in contatto con altri sostenitori dell'irredentismo italiano a Malta. Con loro maturò la sua idea che il Regno Unito stesse distruggendo l'"anima italiana" di Malta e che fosse necessario scacciare gli inglesi per il ritorno dell'isola alle sue origini. 
Nel 1935 Borg Pisani cercò senza successo di imbarcarsi come volontario per la guerra d'Etiopia.
Borg Pisani divenne presidente del “Circolo degli Amici della Storia di Malta” e aderì anche al “Comitato d'Azione Maltese” sotto la presidenza del professor Carlo Mallìa, dell'Università di Malta che, perseguitato dagli inglesi, era stato costretto a lasciare l'isola.
Nel 1940 Borg Pisani partecipò alla pubblicazione in esilio a Roma del giornale irredentista Malta, diretto da Mallìa, che era stato soppresso dagli inglesi nell'isola pochi giorni prima del conflitto.

### Seconda guerra mondiale

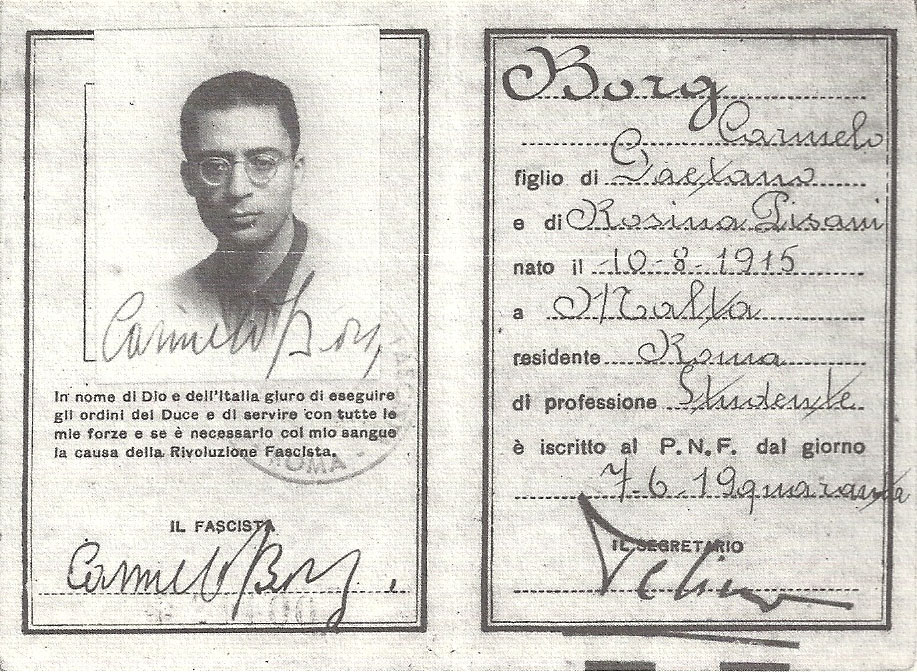
Tessera di iscrizione al partito PNF di Carmelo Borg Pisani

Borg Pisani fu un convinto sostenitore del fascismo. Tra il 1939 e il 1940 Borg Pisani si iscrisse ai Gruppi Universitari Fascisti e quindi al Partito Nazionale Fascista.
All'indomani dell'ingresso dell'Italia nella Seconda guerra mondiale (10 giugno 1940), Borg Pisani volle rinunciare alla cittadinanza britannica, restituendo il passaporto attraverso l'ambasciata statunitense di Roma che rappresentava il Regno Unito. Tuttavia non fece mai domanda formale né ottenne cittadinanza italiana. 
Dopo esser stato riformato dal Regio Esercito per la sua forte miopia, nell'aprile 1941 fu arruolato nella Milizia Volontaria per la Sicurezza Nazionale, le camicie nere. Entrò anche a far parte del Servizio informazioni militare (SIM).
Fu quindi inviato in Grecia con le Camicie Nere, partecipando all'occupazione italiana di Cefalonia, dove subì un'infermità.
Al termine della campagna di Grecia rinunciò alle cure e si iscrisse assieme agli altri irredentisti maltesi alla Scuola Allievi Ufficiali della Milizia di Artiglieria Marittima per la difesa delle coste e dei cieli (MilMart) di Messina, ottenendo il grado di sotto capo manipolo (sottotenente).

### Operazione a Malta, cattura e condanna a morte

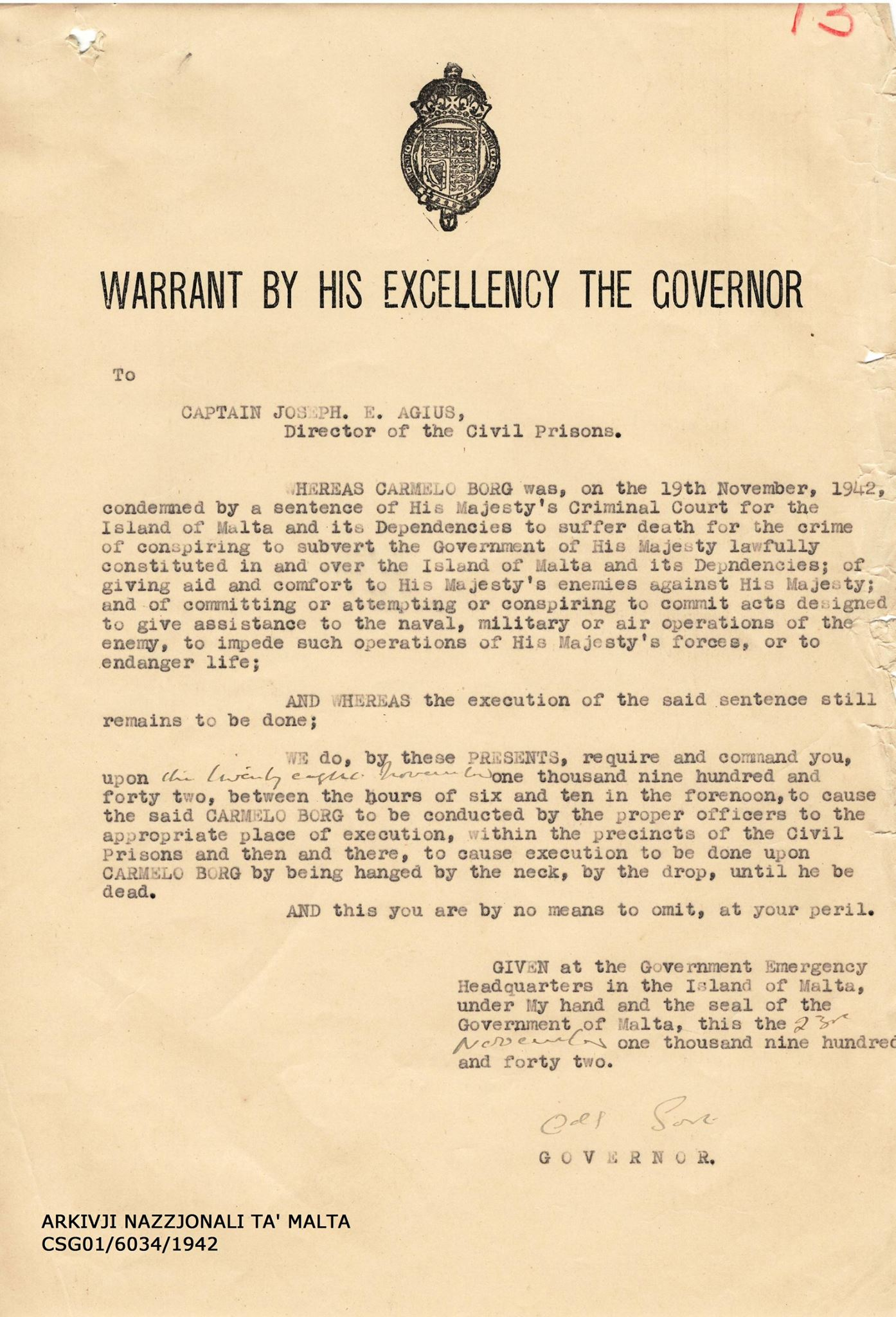
Autorizzazione all'esecuzione di Borg Pisani

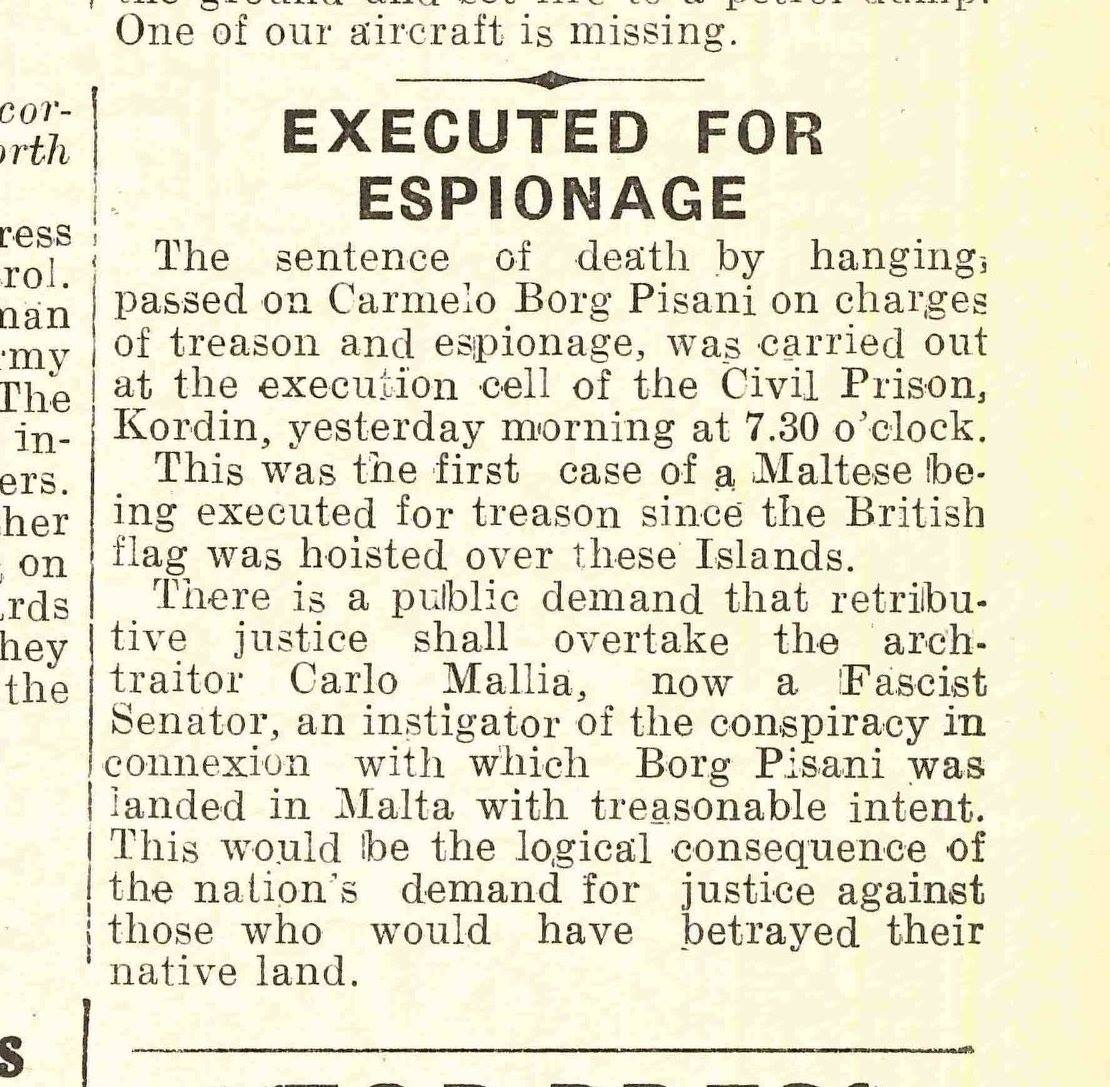
Estratto del Sunday Times of Malta che dà notizia dell'esecuzione di Borg Pisani

Offertosi volontario per una spedizione ricognitiva a Malta propedeutica all'operazione C3 di invasione dell'isola, con il nome di copertura Caio Borghi, tra il 17 e il 18 maggio 1942 Borg Pisani si imbarcò su una squadriglia della Regia Marina e sbarcò segretamente sulle scogliere di Dingli a Ras id-Dawwara facendo da avanguardia informativa in previsione dell'invasione dell'isola. Trasferì, quindi, i viveri in una grotta che conosceva fin da ragazzino, ma una tempesta insolitamente forte dopo soli due giorni si portò via viveri ed equipaggiamenti. Borg Pisani si trovò inoltre incapace di scalare la scogliera come aveva fatto da ragazzo. Messo alle strette dal bisogno, Borg Pisani fu costretto ad attirare l'attenzione di una barca inglese in perlustrazione e fu ricoverato in un ospedale militare a Mtarfa.
Lì Borg Pisani fu riconosciuto dal capitano medico anglo-maltese Tom Warrington, suo amico d'infanzia, che lo denunciò. I servizi segreti inglesi lo tennero agli arresti domiciliari a Sliema fino ad agosto, sperando di convincerlo a collaborare, e lo trasferirono quindi nel carcere di Corradino a Paola, interrogato e accusato di tradimento.
Il 12 novembre fu processato a porte chiuse da tre giudici maltesi, e difeso da due avvocati. La giuria non ne riconobbe la cittadinanza italiana e l'eventuale status di prigioniero di guerra.
Il 19 novembre il tribunale emise pubblica sentenza di condanna a morte per impiccagione per tradimento e cospirazione contro il governo di Sua Maestà britannica. La sentenza fu eseguita alle 7:34 del 28 novembre 1942 nella prigione di Corradino. Feliċjan Bilocca fu il sacerdote che gli diede l'estrema unzione e lo accompagnò all'esecuzione. I suoi resti, già tumulati nel carcere di Corradino, si trovano oggi nell'ossario del paese di Paola.

## Memoria
A sei mesi dalla morte, il 4 maggio 1943 re Vittorio Emanuele III onorò Borg Pisani con la Medaglia d'oro al valor militare alla memoria, la più alta onorificenza militare. Tale medaglia tuttavia non fu mai ritirata dalla famiglia.
Benito Mussolini lo definì "martire maltese", e nel novembre 1943 gli intitolò il Battaglione Borg Pisani delle camicie nere liguri, in cui combatterono altri irredentisti maltesi. 
L'accademia di belle arti di Roma per un breve periodo fu inoltre rinominata La Regia Accademia di Belle Arti Borg Pisani. Vie con il suo nome sono oggi presenti a Roma, Torino, Bari e Legnago. Un gruppo neofascista ha commemorato la morte di Borg Pisani con un picchetto presso l'ambasciata maltese a Roma nel 2010.
Secondo lo storico italiano Vignoli, Borg Pisani sarebbe da considerare tra gli ultimi martiri dell'irredentismo italiano, al pari di Cesare Battisti e Nazario Sauro.
Frank Leighton considera Borg Pisani "una ingenua vittima della propaganda dell'Italia fascista".
Secondo Mark Harwood, Borg Pisani sarebbe stato tradito dagli stessi fascisti italiani, che mandandolo da solo in una missione di spionaggio a Malta (dove sarebbe facilmente stato catturato ed ucciso) avrebbero potuto essere alla ricerca di un colpo di propaganda contro i britannici sulla popolazione maltese, al culmine della guerra - ma il piano non ebbe successo.

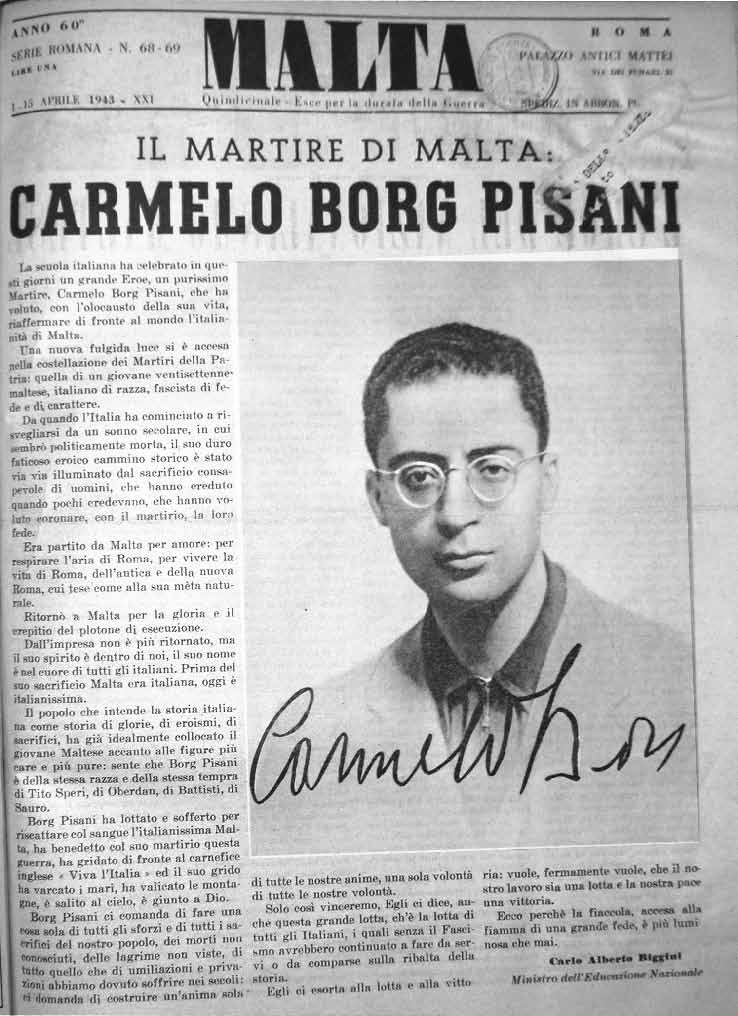
Elogio funebre a Carmelo Borg Pisani scritto da Carlo Alberto Biggini, allora Ministro dell'Educazione Nazionale dell'Italia Fascista

A Malta, Borg Pisani rimane una figura controversa. Molti maltesi lo vedono come un traditore che ha tradito la nazione per combattere per l'Italia fascista. D'altra parte, molti altri lo vedono come un eroe patriottico che voleva il meglio per Malta liberandosi dal dominio britannico e unendo l'isola all'Italia. 
Il politico di estrema destra Norman Lowell è un noto ammiratore di Carmelo Borg Pisani.

## Onorificenze
Come Camicia Nera partecipava alla campagna di Grecia, durante la quale contraeva una infermità per cui avrebbe dovuto essere sottoposto ad atto operatorio, al quale si sottraeva per non allontanarsi anche solo per pochi giorni dal campo di battaglia. Conseguita la nomina ad ufficiale della Milizia Artiglieria Marittima, chiedeva insistentemente di essere utilizzato in una rischiosissima impresa di guerra, alla quale si preparava in lunghi mesi di allenamento e di studio, in perfetta serenità di spirito e in piena consapevolezza della gravità del pericolo.
Catturato dal nemico, riaffermava di fronte alla Corte Marziale britannica di Malta la sua nazionalità italiana e cadeva sotto il piombo del plotone di esecuzione al grido di "Viva l'Italia".